# Премія YUNA за найкращий відеокліп
«YUNA» — щорічна українська щорічна національна професійна музична премія, заснована у 2011 році. Премія за найкращий кліп вручається з найпершої церемонії вручення, на якій вшановувалися досягнення у музиці за 1991—2011 роки. Рекордсменами за кількістю нагород у цій категорії серед режисерів є Таня Муїньо, яка поставила 3 роки піспіль (2016-2018) переможні кліпи. Серед виконавців одноосібним лідером є MONATIK, який вигравав нагороду також тричі (останнього разу у дуеті з Надією Дорофєєвою).

## 1991—2020

### 1991–2011
- Воплі Відоплясова — «Весна» (реж. Олександр Солоха)[1]
  - ВІА Гра — «Поцелуи» (реж. Алан Бадоєв)
  - Ірина Білик — «А я пливу» (реж. Максим Паперник)
  - Ірина Білик — «Снег» (реж. Алан Бадоєв)
  - Тіна Кароль — «Ноченька» (реж. Максим Паперник)

### 2013
- The Hardkiss — «Make Up» (реж. Валерій Бебко)[2]
  - ВІА Гра — «Алло, мам» (реж. Алан Бадоєв)
  - Макс Барських — «Z.Dance» (реж. Алан Бадоєв)
  - LOBODA — «Облака» (реж. Володимир Шкляревський)
  - Потап и Настя — «Прилелето» (реж. Віктор Скуратовський)

### 2014
- LOBODA — «40 градусов» (реж. Володимир Шкляревський)[3]
  - Джамала — «У осени твои глаза» (реж. Віктор Вілкс)
  - Тіна Кароль — «Помню» (реж. Ярослав Пілунський)
  - Океан Ельзи — «Обійми» (реж. Говард Грінгем)
  - Океан Ельзи — «Стріляй» (реж. Майк Брюс)

### 2015
- Океан Ельзи — «Стіна» (реж. Володимир Шкляревський та Віктор Придувалов)[4]
  - LOBODA та Emin — «Смотришь в небо» (реж. Нателла Крапівіна)
  - Тіна Кароль — «Мы не останемся друзьями» (реж. Хіндрек Маасік)
  - The Hardkiss — «Stones» (реж. Валерій Бебко)
  - Pianoбой — «Родина» (реж. Володимир Шкляревський)

### 2016
- Христина Соловій — «Тримай» (реж. Максим Ксьонда)[5]
  - «Brunettes Shoot Blondes» — «Bittersweet»
  - «ONUKA» — «Time»
  - «Время и Стекло» — «Имя 505»
  - LOBODA — «Пора домой»

### 2017
- MONATIK — «Кружит» (реж. Таня Муїньо)[6]
  - Джамала — «1944»
  - LOBODA — «К черту любовь»
  - «Время и Стекло» — «Навернопотомучто»
  - «Потап и Настя» — «Умамы»

### 2018
- MONATIK — «Vitamin D» (реж. Таня Муїньо)[7]
  - Макс Барських — «Моя любовь»
  - Іван Дорн — «Collaba»
  - «Время и Стекло» — «На стиле»
  - «Грибы» — «Тает лёд»

### 2019
- MONATIK та Надя Дорофеєва — «Глубоко» (реж. Таня Муїньо)[8]
  -     - LOBODA — «Superstar» (реж. Натела Крапівіна)
    - «Антитіла» — «TDME» (реж. Радислав Лукін)
    - MARUV та Boosin — «Drunk Groove» (реж. Євгеній Ушаков)
    - «KAZKA» — «Плакала» (реж. Катя Царик)